# Fontioso
Fontioso – gmina w Hiszpanii, w prowincji Burgos, w Kastylii i León, o powierzchni 24,84 km². W 2011 roku gmina liczyła 56 mieszkańców.